# Steel and Glass
"Steel and Glass" är en låt av John Lennon, utgiven 1974 på albumet Walls and Bridges. Låten anses handla om Lennons tidigare manager Allen Klein, något som Lennon aldrig medgav. Även George Harrison skrev en låt som handlade om Allen Klein, Beware Of Darkness.